# Peace Sells
Peace Sells è un brano musicale del gruppo musicale thrash metal statunitense Megadeth, estratto come singolo nel 1986 dall'album Peace Sells... But Who's Buying?. Insieme a Wake Up Dead (traccia di apertura del disco nonché altro singolo dell'album) questo brano rappresenta uno dei brani più famosi e suonati nei concerti dal vivo del gruppo.

## Testo
La canzone ha un testo che parla di Guerra fredda e politica, due tematiche piuttosto ricorrenti nei testi del gruppo; parla anche dei cliché tipici del metal sostenendo che, sostanzialmente, non sono veri.
La frase "It's still We, the people, right?" fa riferimento al preambolo della costituzione degli Stati Uniti che recita: "We the People of the United States, in Order to form a more perfect Union, establish Justice, insure domestic Tranquillity, provide for the common defense, promote the general Welfare, and secure the Blessings of Liberty to ourselves and our Posterity, do ordain and establish this Constitution for the United States of America."

## Impatto culturale
Il brano nell'arco degli anni ha ottenuto tanto successo da essere facilmente rintracciabili in altri ambiti al di fuori di quello prettamente musicale: ad esempio, il giro di basso che introduce il brano dal 1990 viene ancora utilizzato da MTV News come sigla introduttiva.
La canzone è stata inserita nella colonna sonora dei seguenti videogiochi:
- Grand Theft Auto: Vice City
- NHL 10
- True Crime: Streets of L.A. - dove figura anche Symphony of Destruction

Il brano è inoltre disponibile in versione "suonabile" nel videogioco musicale Rock Band 2; suddetto gioco, nel suo negozio online, permette anche di acquistare come brani giocabili anche il resto del disco Peace Sells... But Who's Buying? e il singolo di United Abominations Sleepwalker.
La canzone viene citata dal personaggio di Kent, interpretato da Michael Wincott nel film Talk Radio di Oliver Stone del 1988.

## Formazione
- Dave Mustaine - voce e chitarra
- Chris Poland - chitarra
- David Ellefson - basso
- Gar Samuelson - batteria